# سر تششمة (سراب)
سر تششمة هي قرية في مقاطعة سراب، إيران. عدد سكان هذه القرية هو 338 في سنة 2006.